# ジャン・グラチィク
ジャン・グラチィク（Jean Graczyk、1933年5月26日 - 2004年6月27日）は、フランス、ヌヴィー＝シュル＝バランジョン出身の自転車競技（ロードレース）選手。

## 経歴
両親ともポーランド人。よって、当初はポーランド国籍であったが、1949年6月23日、フランス国籍へと帰化した。
1956年メルボルンオリンピックの団体追い抜きで銀メダルを獲得。翌1957年にプロに転向。
ツール・ド・フランスにおいて2度のポイント賞獲得及び区間通算5勝。またブエルタ・ア・エスパーニャでも区間通算5勝を挙げた。この他、1959年にパリ〜ニース総合優勝、1960年にスーパープレスティージュを獲得した。

## 主な戦績
1956年
- メルボルンオリンピック
  -  団体追い抜き 2位
- フランス選手権 アマ個人ロードレース 優勝

1957年、プロ転向
- ツール・デュ・ スュデス 総合優勝

1958年
- ツール・ド・フランス ポイント賞
- ブエルタ・ア・エスパーニャ 区間1勝(第13b)
- ドーフィネ・リベレ 区間1勝

1959年
- パリ〜ニース総合優勝
- ツール・ド・フランス 区間1勝(第5)

1960年
- ツール・ド・フランス ポイント賞、区間4勝(第4、12、17、21)
- クリテリウム・アンテルナシオナル 総合優勝
- スーパープレスティージュ 総合優勝
- ドーフィネ・リベレ 区間1勝
- ミラノ〜サンレモ 2位
- ロンド・ファン・フラーンデレン 2位

1961年
- ローマ〜ナポリ〜ローマ 総合優勝
- ドーフィネ・リベレ 区間1勝

1962年
- ブエルタ・ア・エスパーニャ 区間4勝(第6、13、14、16)
- パリ〜ニース 区間1勝

1972年、引退。